# Antonio Stoppani
Antonio Stoppani, battezzato Narciso Carl'Antonio Stoppani (Lecco, 15 agosto 1824 – Milano, 1º gennaio 1891), è stato un geologo, paleontologo, patriota e presbitero italiano.
Di idee liberali, si impegnò durante il Risorgimento per l'Unità d'Italia e fu favorevole a una politica di conciliazione tra Stato e Chiesa. Autore di numerose pubblicazioni sia scientifiche sia di tipo divulgativo, è considerato una figura di primo piano nella storia della geologia, della paleontologia, della paletnologia e della glaciologia in Italia. Ebbe notevole popolarità Il Bel Paese (1876), sua opera divulgativa sulle scienze naturali, che rimase a lungo tra i libri educativi più diffusi in Italia, insieme a Le avventure di Pinocchio (1881-1882) di Carlo Collodi e a Cuore (1886) di Edmondo De Amicis.

## Biografia

### Il seminario e le Cinque giornate

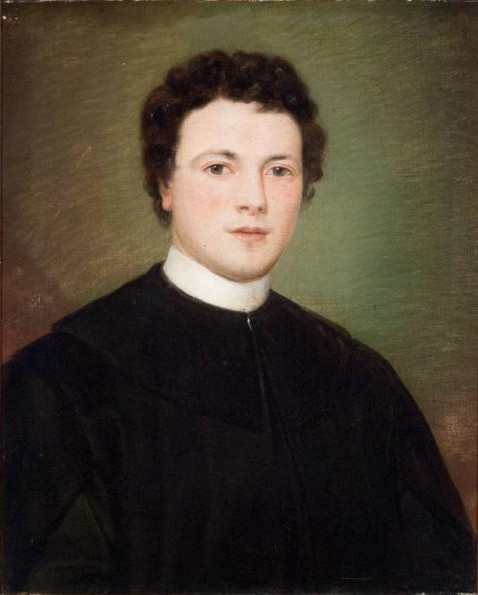
Ritratto giovanile di Stoppani

Antonio Stoppani nacque a Lecco il 15 agosto 1824, quinto dei quindici o sedici figli di Giovanni Maria (1788-1862) e di Lucia Pecoroni (1798-1883). Il padre, originario di Zelbio, era produttore di cioccolata e di candele di sego. A undici anni entrò in seminario presso la sede di Castello del Seminario arcivescovile di Milano per lo studio della grammatica. Nel 1840 passò al seminario di San Pietro Martire a Seveso per lo studio della retorica, nel 1843 a Monza per la filosofia e nel 1845 a Milano per la teologia. Persona importante per la formazione di Stoppani fu Alessandro Pestalozza (1807-1871), suo docente a Monza, che fu amico di Antonio Rosmini e propugnatore delle sue idee; nel 1848 fu trasferito a Milano dove ritrovò il proprio allievo. Entrambi presero parte alle Cinque giornate di Milano; Stoppani, insieme a vari seminaristi, contribuì alla costruzione della barricata di Porta Orientale e fu incaricato di realizzare tredici aerostati di grandi dimensioni per inviare proclami fuori dalla città assediata. Partecipò anche all'assistenza ai feriti nella battaglia di Santa Lucia il 6 giugno e successivamente nella battaglia di Custoza a luglio.
Il 17 giugno fu ordinato presbitero dall'arcivescovo Carlo Romilli nel Santuario di Rho e celebrò la prima messa nella chiesa prepositurale di Lecco. Fu poi chiamato come professore di grammatica latina nel seminario di Seveso. In questo periodo poté riprendere il proprio interesse per la geologia e nel periodo estivo arricchì la propria collezione di reperti, in particolare rintracciati nel territorio attorno a Lecco. Alla fine del 1853 con decreto arcivescovile vari insegnanti che avevano sostenuto la rivolta del 1848 furono espulsi dai seminari; Stoppani, uno di loro, riuscì poi a ottenere il posto di vice-rettore del collegio privato Calchi-Taeggi a Milano, ma la sua nomina fu immediatamente cassata dal governo austriaco e fu posto sotto sorveglianza dalla polizia.

### Prime pubblicazioni

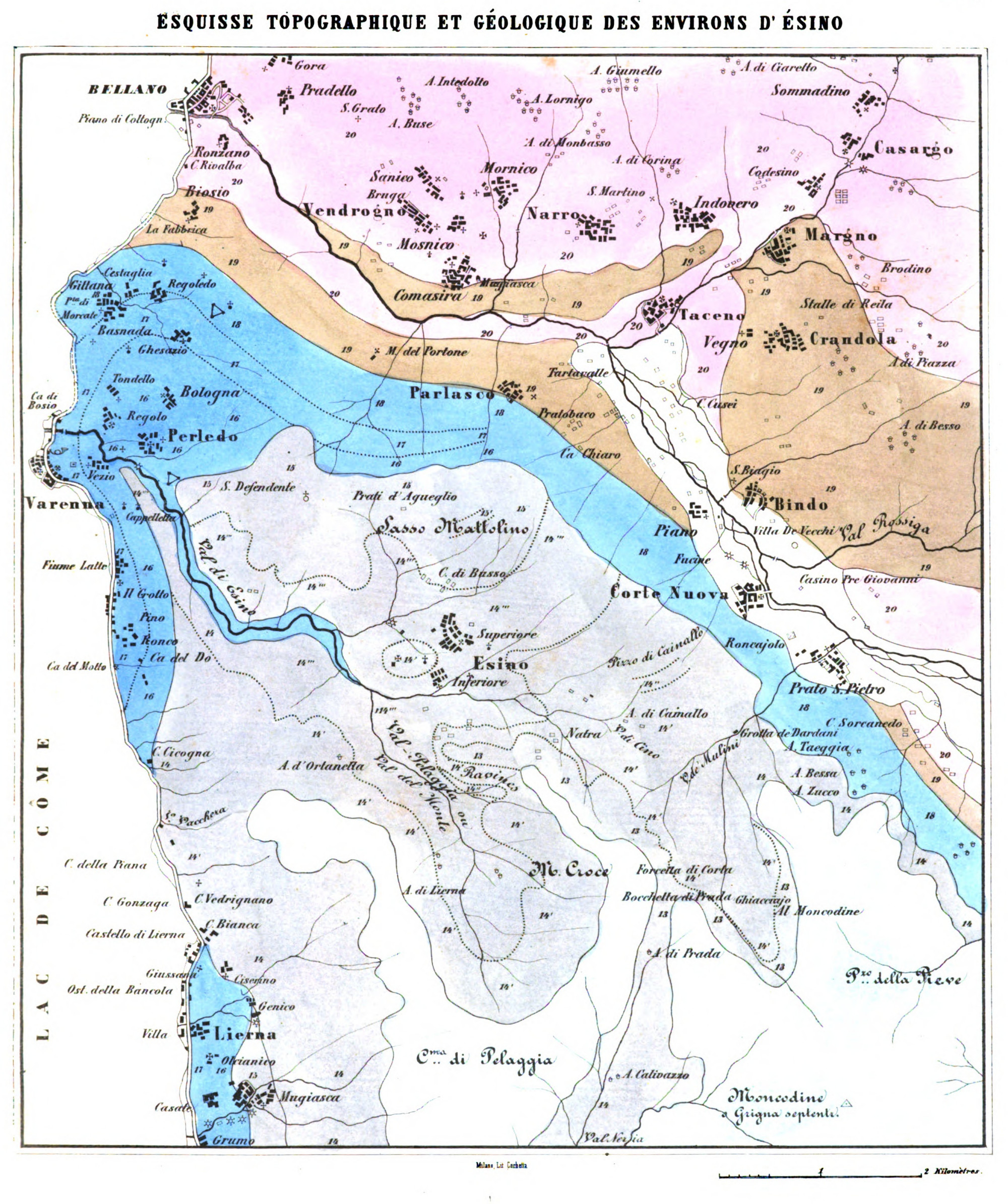
Schizzo geologico dei dintorni di Esino

Divenne in seguito precettore privato di Gian Pietro Porro, prima a Como e in seguito a Milano presso il conte Alessandro Porro, che nel 1848 era stato membro del governo provvisorio. Stoppani ebbe modo di riordinare la propria collezione di reperti e nel 1855 fu tra i soci fondatori della Società geologica residente in Milano (divenuta in seguito Società italiana di scienze naturali). Nel 1856 incontrò il geologo Franz Ritter von Hauer, giunto a Milano per la realizzazione di una carta geologica dell'Impero austriaco; nello stesso anno fu invitato dalla Società geologica «a coordinare e rendere noti al pubblico i risultati delle lunghe sue ricerche sopra i dintorni di Lecco», pubblicati nel 1857 come Studi geologici e paleontologici sulla Lombardia insieme a un saggio di Cristoforo Bellotti.
(Bollettino del R. Comitato Geologico)
Lasciato il posto come precettore, divenne direttore spirituale dell’orfanotrofio maschile di Milano e nel dicembre 1857 ottenne la carica di custode del catalogo della Biblioteca Ambrosiana, che mantenne fino al 1860. Incoraggiato dall'interesse dimostrato da altri scienziati per un argomento ancora poco conosciuto, diede inizio alla collana Paleontologie lombarde (Paleontologia lombarda in francese), realizzata in collaborazione con gli studiosi Emilio Cornalia e Giuseppe Meneghini. L'opera in quattro volumi, scritta in francese, fu distribuita a fascicoli tra il 1858 e il 1881. Stoppani si occupò del primo volume (1858-1860) con una classificazione dei petrefatti rinvenuti a Esino (1858-1860) e appartenenti al Ladinico; dedicò invece il terzo volume (1860-1865) all'Avicula contorta con l'identificazione del piano retico. Secondo le valutazioni attuali, questi volumi offrono una buona descrizione paleontologica, mentre è considerata «largamente inadeguata» la ricostruzione stratigrafica e strutturale del territorio lecchese esaminato.

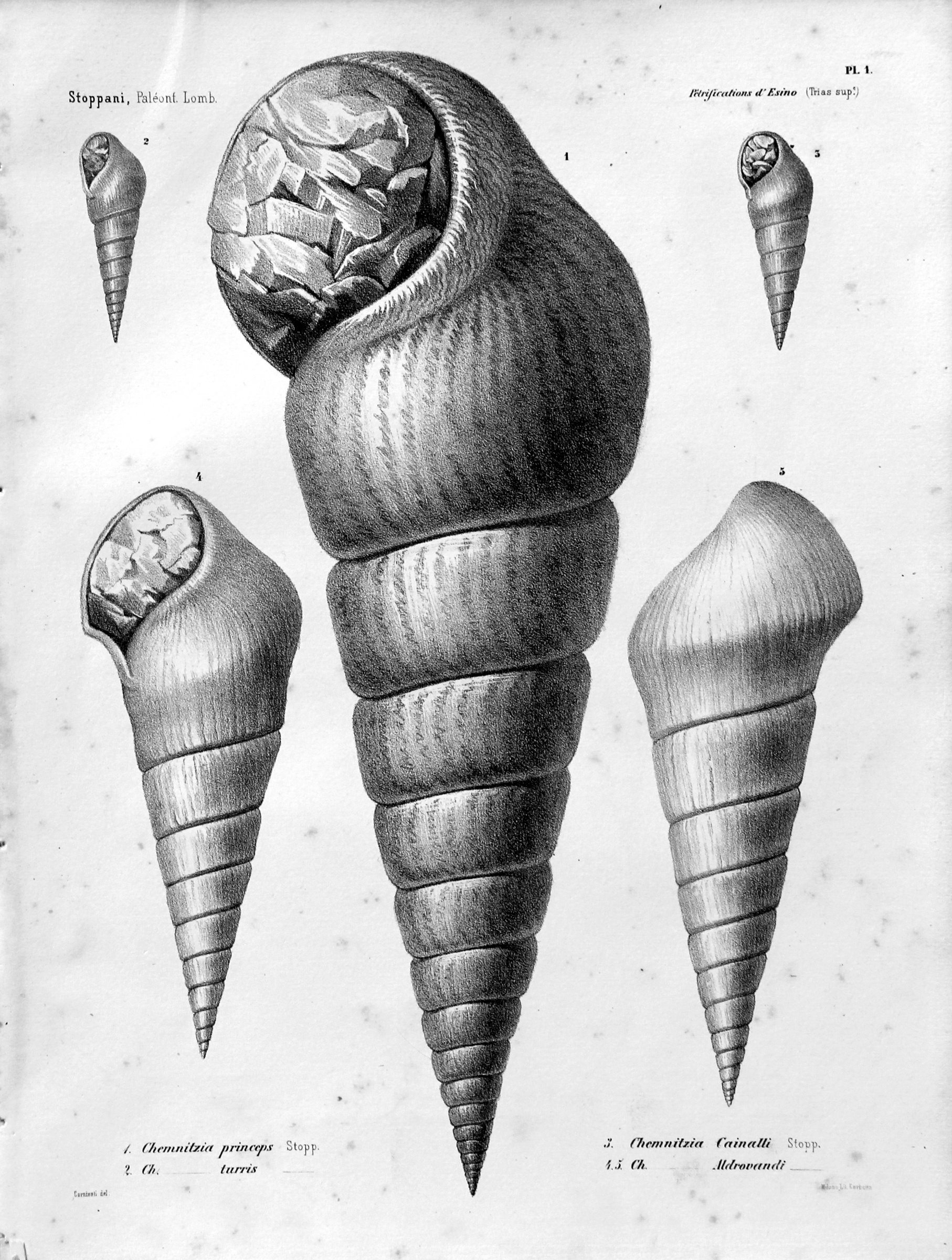
Tavola con disegno dei petrefatti di Esino
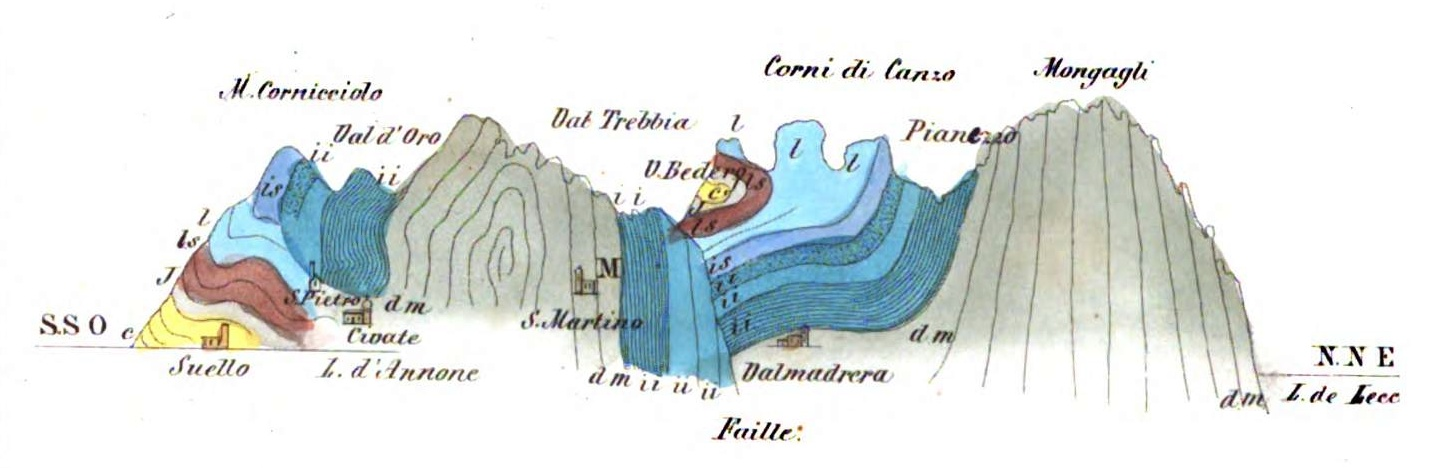
Stratigrafia tra Corni di Canzo e Cornizzolo
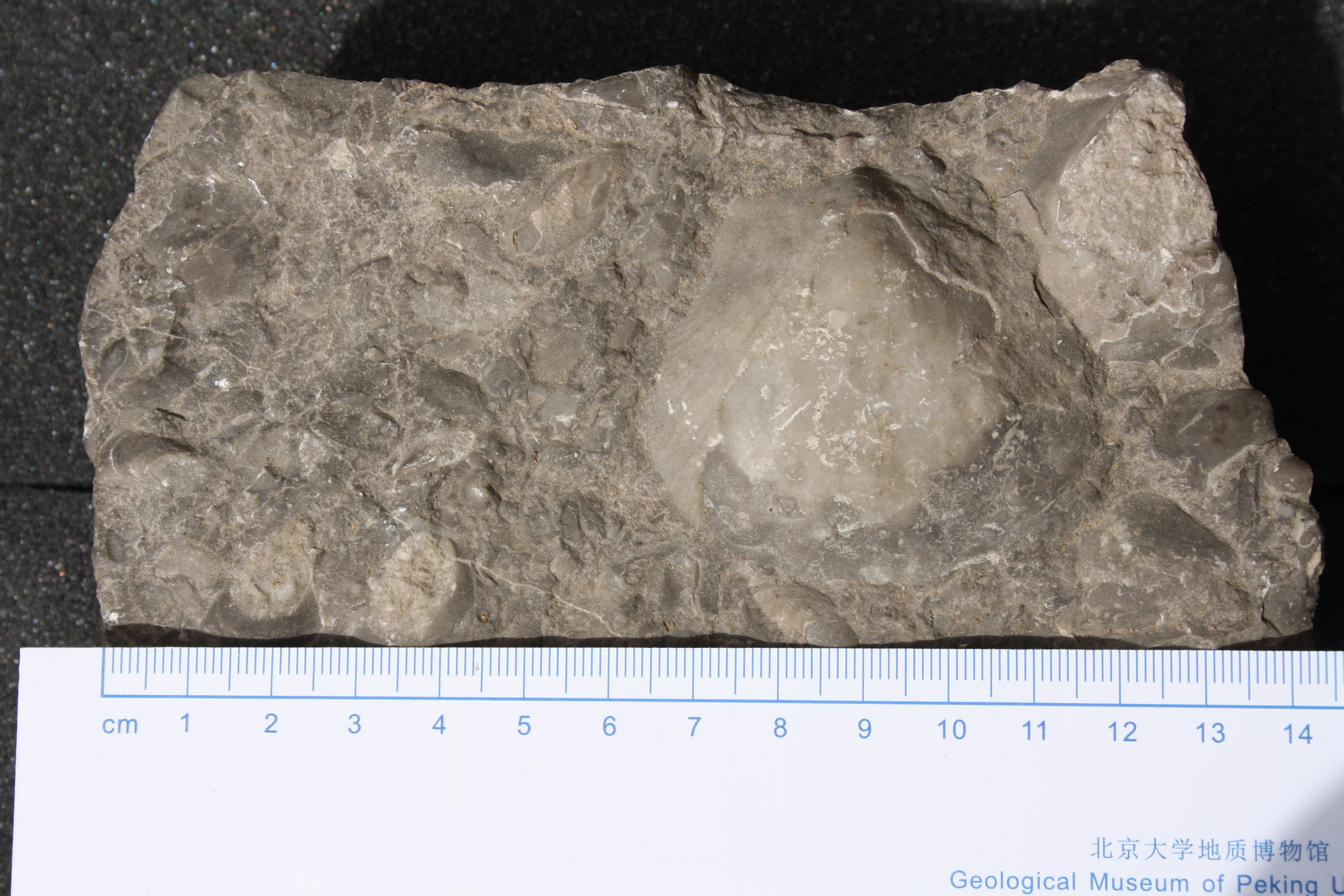
Eopecten esinensis, Stoppani

### Insegnamento e ricerche

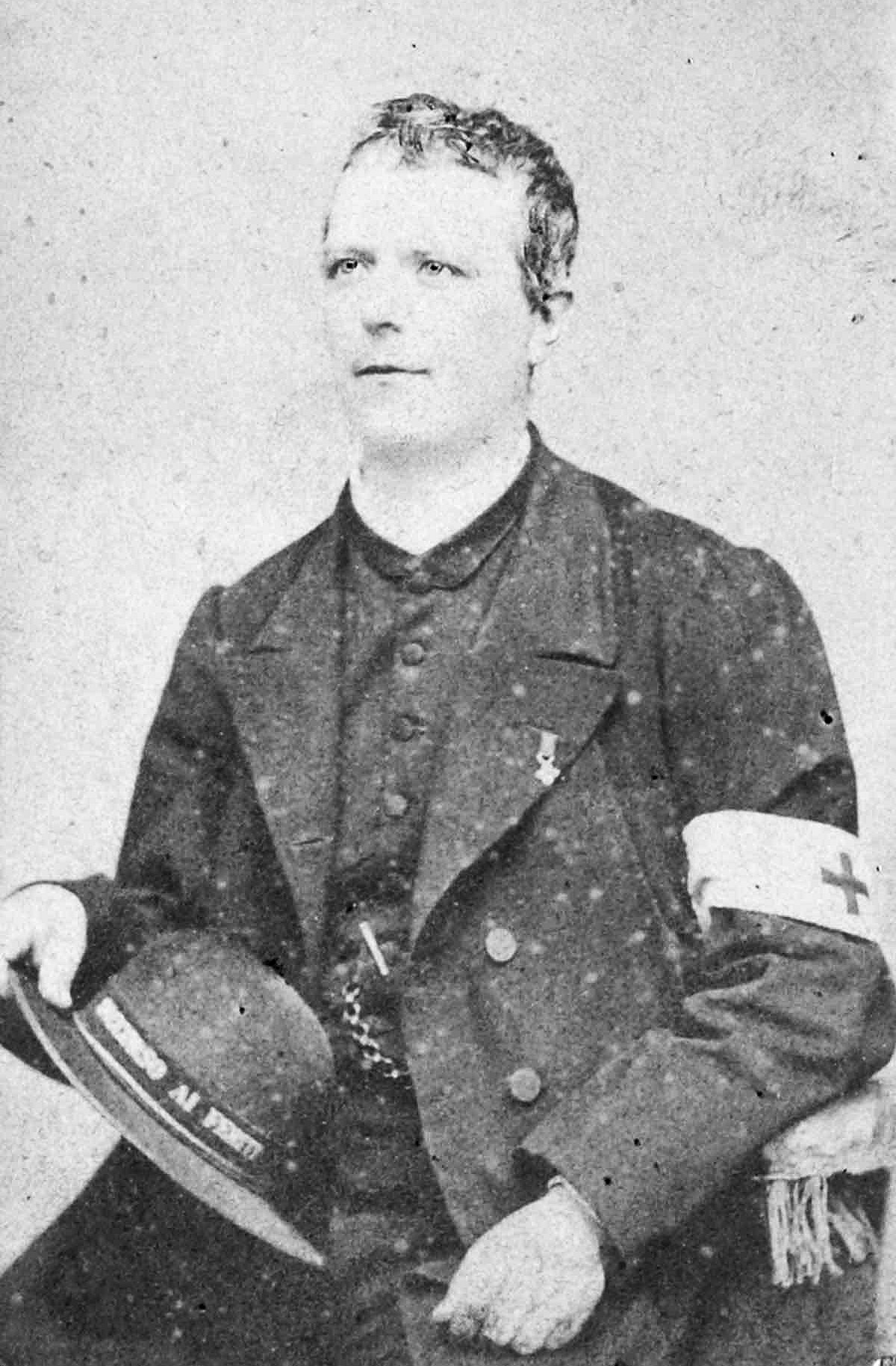
Stoppani volontario per il "Soccorso ai feriti" nel 1866

Nel 1859 la seconda guerra d'indipendenza vide la sconfitta austriaca, con Stoppani impegnato nella cura dei feriti negli ospedali milanesi. Fu tra i sacerdoti lombardi che il 6 luglio inviarono un messaggio a Paolo Onorato Vigliani, nuovo governatore della Lombardia per il Regno di Sardegna, salutando «con gioia le vittorie delle armi alleate, che tendono a ridare agli Italiani la nazionale indipendenza». Poté tornare a insegnare scienze naturali presso il collegio Calchi-Taeggi, ma già nel 1861 fu nominato professore straordinario di geologia presso la Regia Università di Pavia. Nell'estate dello stesso anno divenne anche segretario della Giunta consultiva per la Carta geologica d'Italia.
Nel 1863 lasciò Pavia per diventare "professore straordinario di geognosia e mineralogia" del neonato Regio Istituto Tecnico Superiore a Milano; per il Museo civico di storia naturale si occupò del riordino delle collezioni paleontologiche, aggiungendo anche pezzi da lui raccolti, e iniziò a tenere annualmente serie di conferenze pubbliche al museo e, in seguito, ai giardini pubblici. Sempre nel 1863 per la Società italiana di scienze naturali condusse una ricerca paleontologica a Besano e uno studio sulle palafitte del lago di Varese, siti oggi inseriti nell'elenco del Patrimonio dell'umanità dell'UNESCO (Monte San Giorgio e Isolino Virginia, all'epoca chiamato Isolino Camilla). Egli diede particolare impulso all'avvio della paletnologia in Italia, invitando scienziati e privati a collaborare con la Società in questo campo.
Nel 1864 pubblicò un Saggio di una storia naturale dei petrolii, argomento che riteneva di notevole importanza per lo sviluppo industriale italiano; oltre a fornire consulenze geologiche a società di estrazione, nel 1866 sul periodico Il Politecnico pubblicò una serie di articoli sulla presenza del petrolio in Italia. Allo scoppio della terza guerra d'indipendenza, nell'estate del 1866 partì come volontario per l'Associazione italiana di soccorso ai militari feriti e malati in tempo di guerra e fu aggregato come "contabile" (ma è indicato anche come "cappellano") alla seconda di tre squadre milanesi; prestò servizio per 50 giorni dal 2 luglio al 20 agosto.
L'anno successivo, approfittando dell'Esposizione universale di Parigi, fece un viaggio di studio attraverso la Francia, la regione di lingua tedesca e il Regno Unito, per visitare musei e per studiare i principali luoghi di interesse geologico e paleontologico. Diventato professore ordinario dell'Istituto Tecnico Superiore nel 1865, iniziò la pubblicazione di tre volumi di Note (1865-1870) destinate agli studenti, che rielaborò in seguito nel Corso di geologia (1871-1873). L'opera fu «universalmente ammirata per la forma elegante, per lo stile elevato, per la chiarezza, per l'ordine dell'esposizione e per la profondità dei concetti». Già nel primo volume delle Note egli introdusse un'«epoca antropozoica» (o «antropozoico») relativa alla presenza di tracce umane, perché «la creazione dell'uomo è l'introduzione di un elemento nuovo nella natura, di una forza affatto sconosciuta ai mondi antichi».
Già socio della sezione di Sondrio del Club Alpino Italiano, nel dicembre del 1873 divenne il primo presidente della neonata sezione milanese. Il 21 agosto 1874 partì con un gruppo da Milano per raggiungere il Medio Oriente. Salparono da Brindisi per Corfù e poi per Atene, dove si trattennero. Passarono a Smirne, visitandone i dintorni. Si spostarono anche a Costantinopoli e visitarono il Bosforo. Tornarono a Smirne e approdarono poi a Beirut per raggiungere Damasco. Il viaggio fu interrotto bruscamente a Souq Wadi Barada quando il calcio di un cavallo ruppe la gamba destra a Stoppani, che dovette tornare in Italia. Le vicende furono poi raccolte nel libro Da Milano a Damasco. Racconto di una carovana milanese nel 1874 (1888).

### «Il Bel Paese»
(Dall'introduzione "Agli institutori")

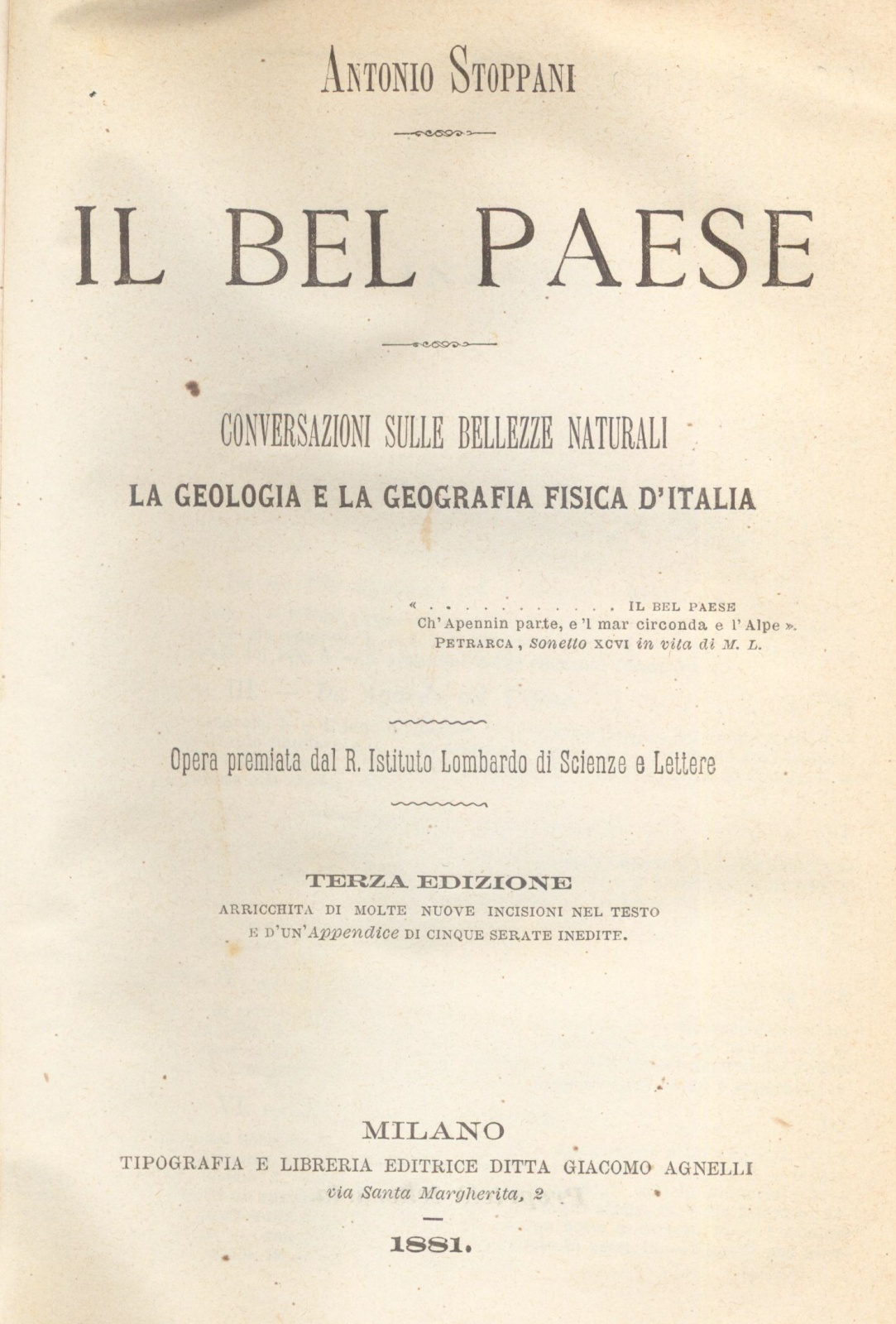
Frontespizio della terza edizione de Il Bel Paese

Fin dal 1870 si ha notizia di una raccolta manoscritta di racconti educativi per ragazzi scritta da Stoppani e in parte pubblicata come Frammenti di un libro inedito di lettura per famiglie sulla rivista Le prime letture. Nell'adunanza del 20 luglio 1871 il Regio Istituto Lombardo di Scienze e Lettere bandì il concorso letterario Fratelli Ciani per il miglior Libro di lettura per il popolo italiano da assegnarsi nel 1875 con un premio di lire 1 500. Per uno dei premi furono presentate 37 opere, compreso il manoscritto di Dall'Alpi all'Etna. Saggio di letture popolari di Stoppani, ma la commissione stabilì di non poter assegnare il premio, perché nessuno dei partecipanti riusciva a soddisfare completamente le richieste del concorso.
Il 26 febbraio 1874 fu bandito un nuovo concorso sempre per il miglior Libro di lettura per il popolo italiano da assegnare nel 1877; in questo caso il libro doveva essere presentato a stampa. Il 23 luglio 1876 Stoppani pubblicò Il Bel Paese e due giorni dopo lo consegnò per il concorso, dichiarando di aver solo cambiato il titolo rispetto al manoscritto precedente. Nonostante le generali lodi ricevute dall'opera, la commissione trovò ancora non pienamente soddisfacenti i testi in gara e perciò decise di dividere il premio tra i due partecipanti più meritevoli, cioè Il Bel Paese e il volume di Cesare Cantù Attenzione. Riflessi di un popolano.
Il volume divenne enormemente popolare per vari decenni, probabilmente grazie alla sovrapposizione tra l'ambito scolastico e quello naturalistico ed escursionistico, da collegare al successo del Club alpino italiano all'epoca. Nel testo, nelle vesti di uno zio, l'autore intendeva far conoscere agli italiani il proprio paese, che considerava spesso trascurato rispetto allo studio di paesi lontani, invitando a coltivare il sentimento nazionale, senza però prescindere da un'appartenenza regionale. L'aspetto educativo comprendeva anche la critica per l'ozio e l'invito ai giovani a praticare attività fisiche come l'alpinismo. Il testo è suddiviso in capitoli, corrispondenti alle "serate" in cui l'autore descrive i diversi luoghi d'Italia. Nella prima edizione i capitoli erano 29; nella terza edizione del 1881 fu inserita un'appendice con altre cinque serate.
Incisioni tratte dalla prima edizione

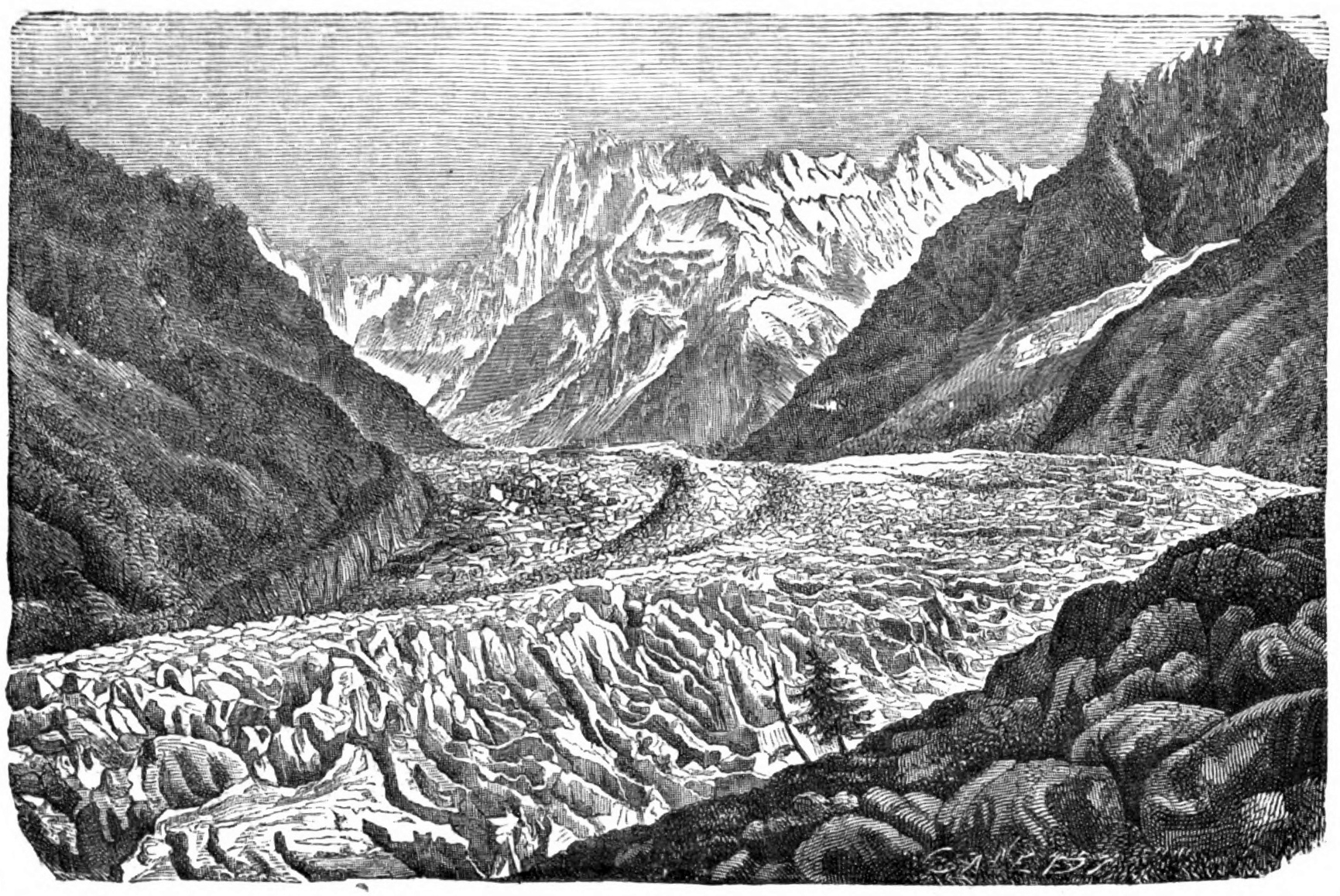
Ghiacciaio a Chamonix
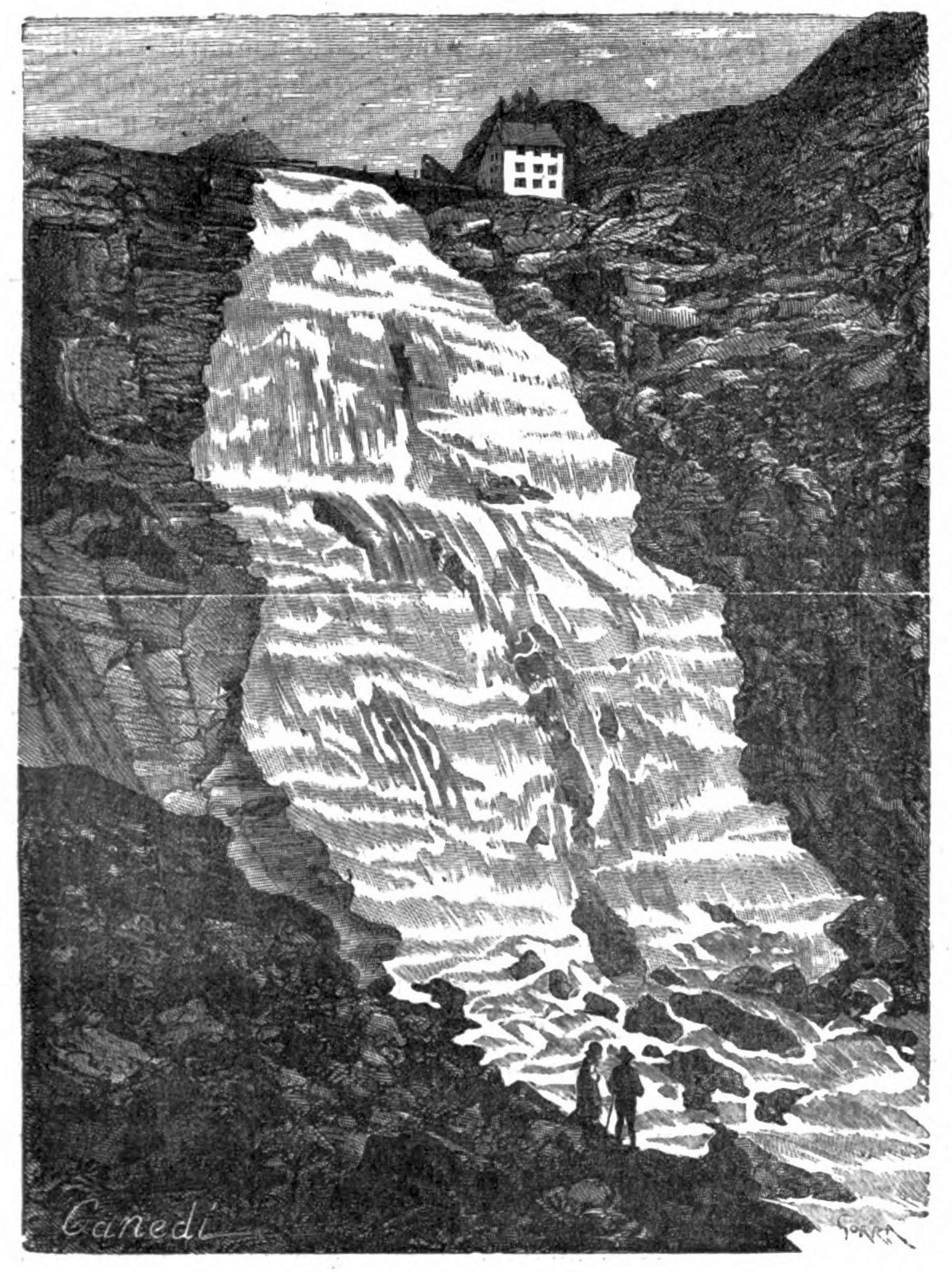
Cascata della Toce
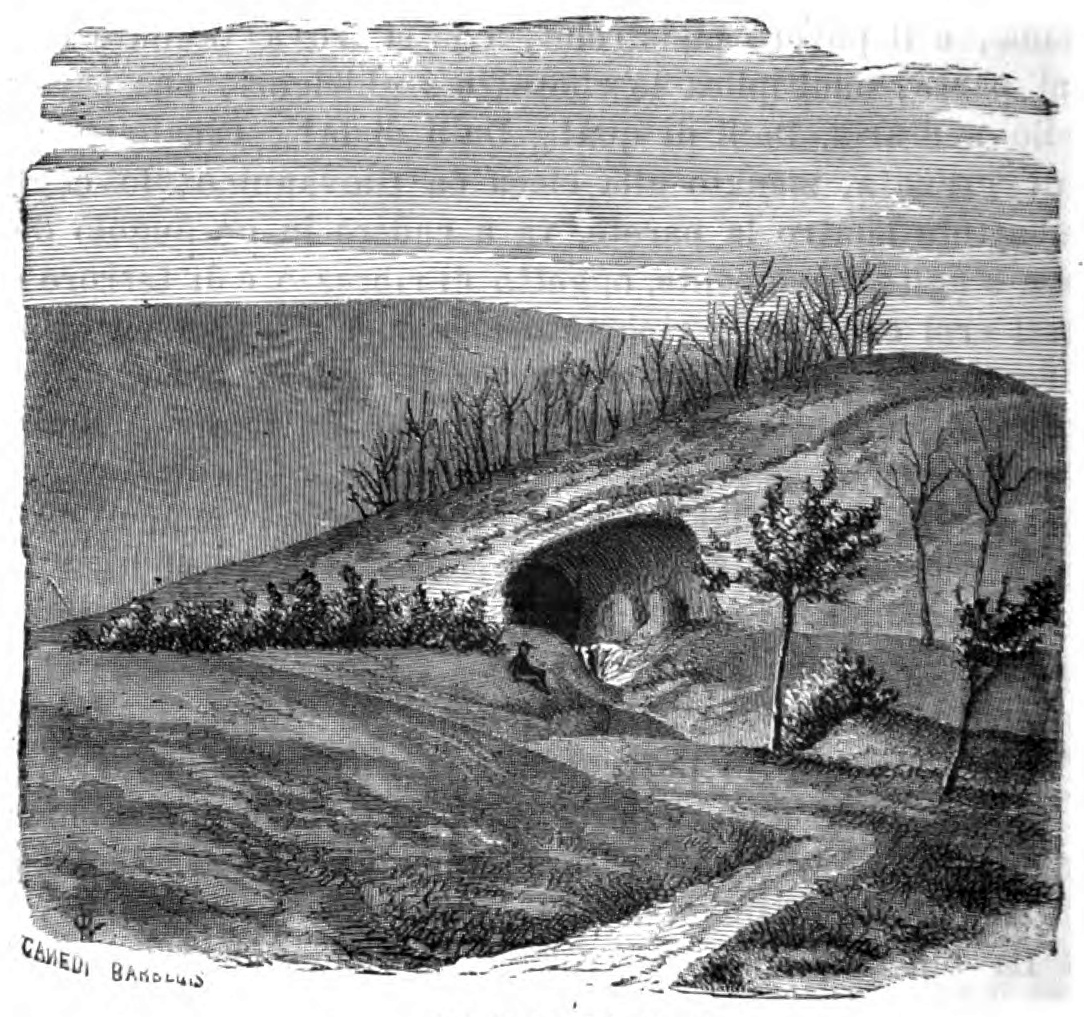
La buca del Corno (Entratico)
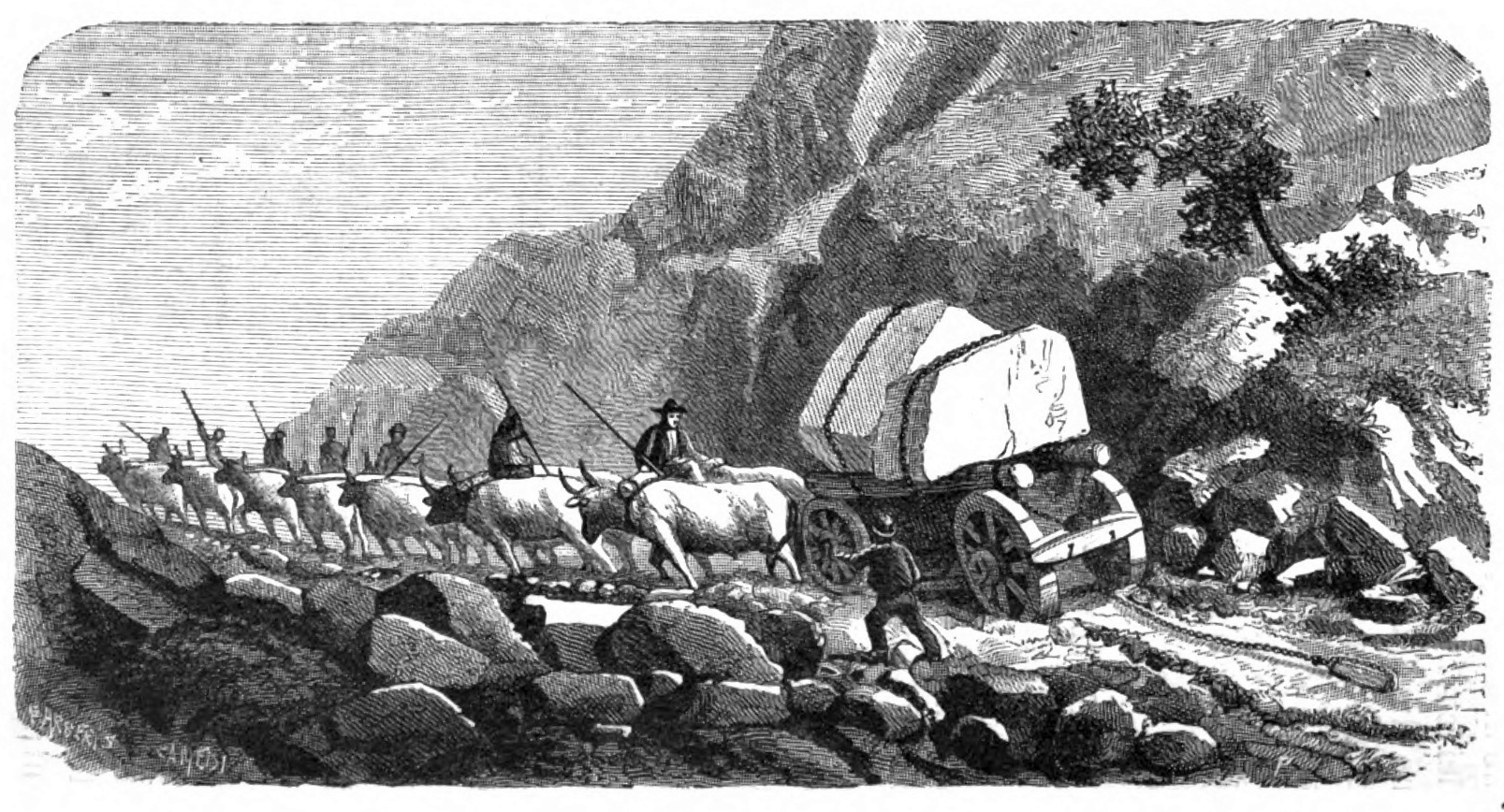
Trasporto di monoliti a Carrara
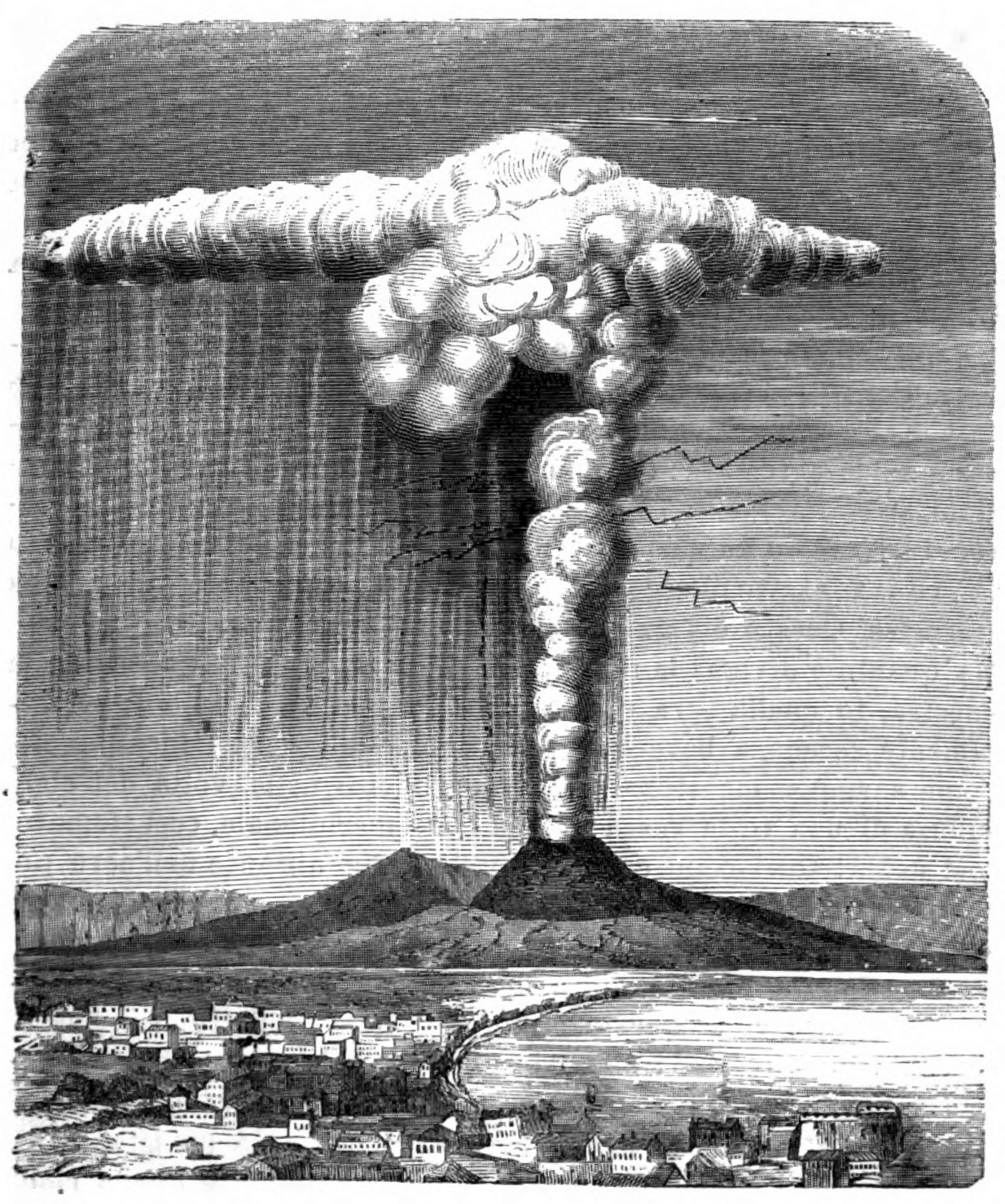
Il Vesuvio visto da Napoli durante la grande eruzione del 1822
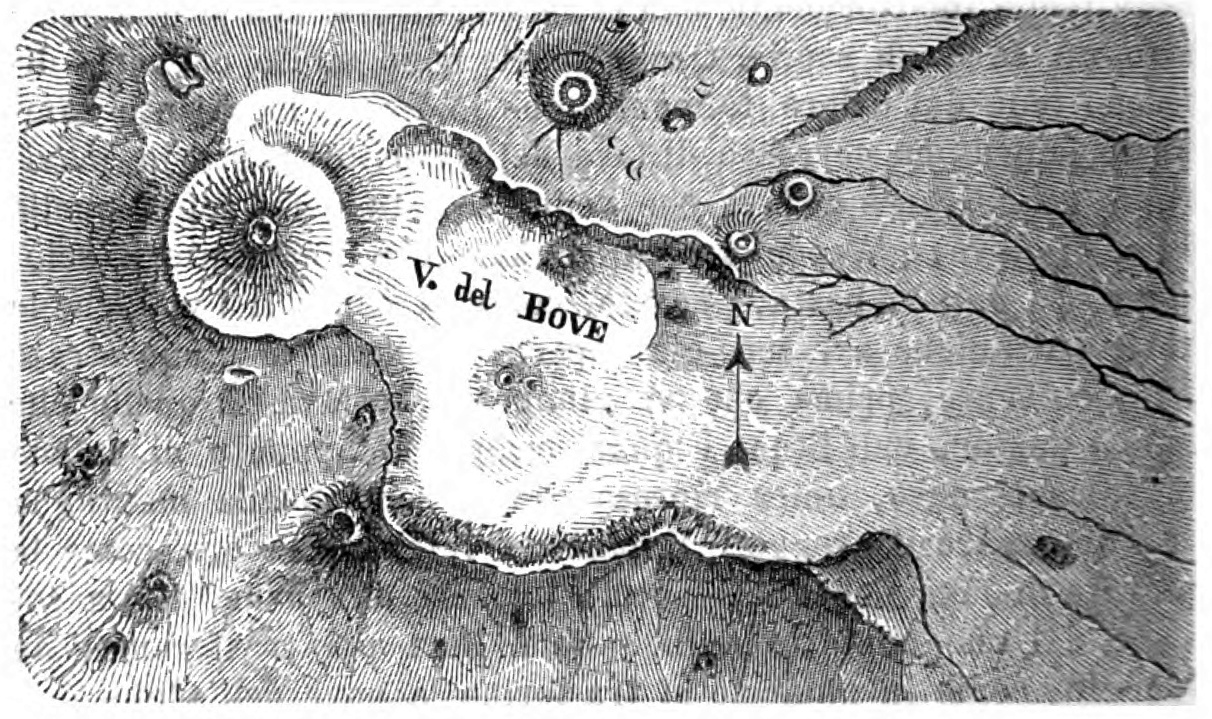
Carta del cratere dell'Etna e della Valle del Bove

### I contrasti con i cattolici intransigenti e le elezioni del 1876

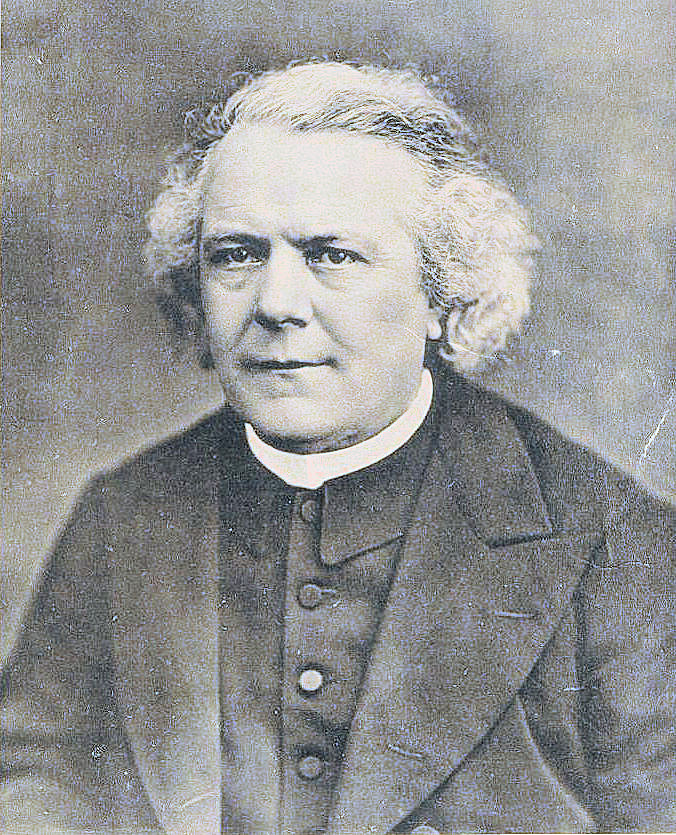
Antonio Stoppani nel 1876

A partire dagli anni quaranta del XIX secolo, con la diffusione di idee liberali e progressiste, si aprì nel mondo cattolico una divisione tra due opposte posizioni: i cattolici intransigenti si opponevano a capitalismo e socialismo e alla forme liberali di governo e ritenevano indispensabile un rafforzamento dell'autorità pontificia; i cattolici liberali ritenevano necessario conciliare la religione cattolica con la società moderna. Prevalse la visione intransigente con il dogma dell'Immacolata Concezione (1854), con l'emanazione del Sillabo (1864) e con il dogma dell'infallibilità papale (1870), accentuando la divisione tra la Chiesa e il mondo moderno.
Stoppani, di formazione liberale e legato alle tesi di Antonio Rosmini, si oppose in più occasioni alle scelte intransigenti, ritenendo che l'appartenenza alla Chiesa fosse compatibile con il principio di cittadinanza. Egli era anche apertamente contrario al principio né eletti né elettori che fin dalla nascita del Regno d'Italia portò all'esclusione dei cattolici dalla vita politica; andò sempre a votare, ritenendolo un «sacrosanto dovere». Nonostante dal 1868 fosse in vigore anche il Non expedit, nel 1876 decise di candidarsi per le elezioni politiche nel collegio di Lecco, opponendosi ad altri tre candidati: Angelo Villa-Pernice (conservatore, deputato uscente), Mauro Martelli (ex conservatore, passato alla sinistra storica) ed Ernesto Pozzi (radicale). Il 7 ottobre pubblicò una lettera agli elettori, che provocò forti reazioni, principalmente per il riferimento alla destra storica come «l'oligarchia che regnava» e ai radicali come «l'internazionalismo che mira a regnare sotto il nome di repubblica». Si aggiunsero le contestazioni dei cattolici intransigenti per la mancata osservanza del Non expedit. In seguito agli attacchi ricevuti, domenica 29 ottobre fece annunciare il ritiro della propria candidatura. Le elezioni si tennero nelle due domeniche successive (primo turno e ballottaggio), con la vittoria di Martelli nel collegio lecchese.

### Il trasferimento a Firenze
Probabilmente per le dure critiche ricevute anche da amici in occasione della sua candidatura, nel 1877 lasciò Milano per insegnare geologia e mineralogia presso l'Istituto di Studi Superiori di Firenze. Qui si occupò anche del Gabinetto di geologia e paleontologia, riordinando e ampliando le collezioni con scavi in Valdarno in possedimenti di Bettino Ricasoli. Tenne numerose conferenze, che costituirono la base per il successivo libro su L'era neozoica (1880), opera inserita in una raccolta realizzata con Gaetano Negri e Giuseppe Mercalli; questo suo studio sul Quaternario fu molto apprezzato, anche se alcune sue teorie sulle glaciazioni suscitarono l'opposizione di altri studiosi.

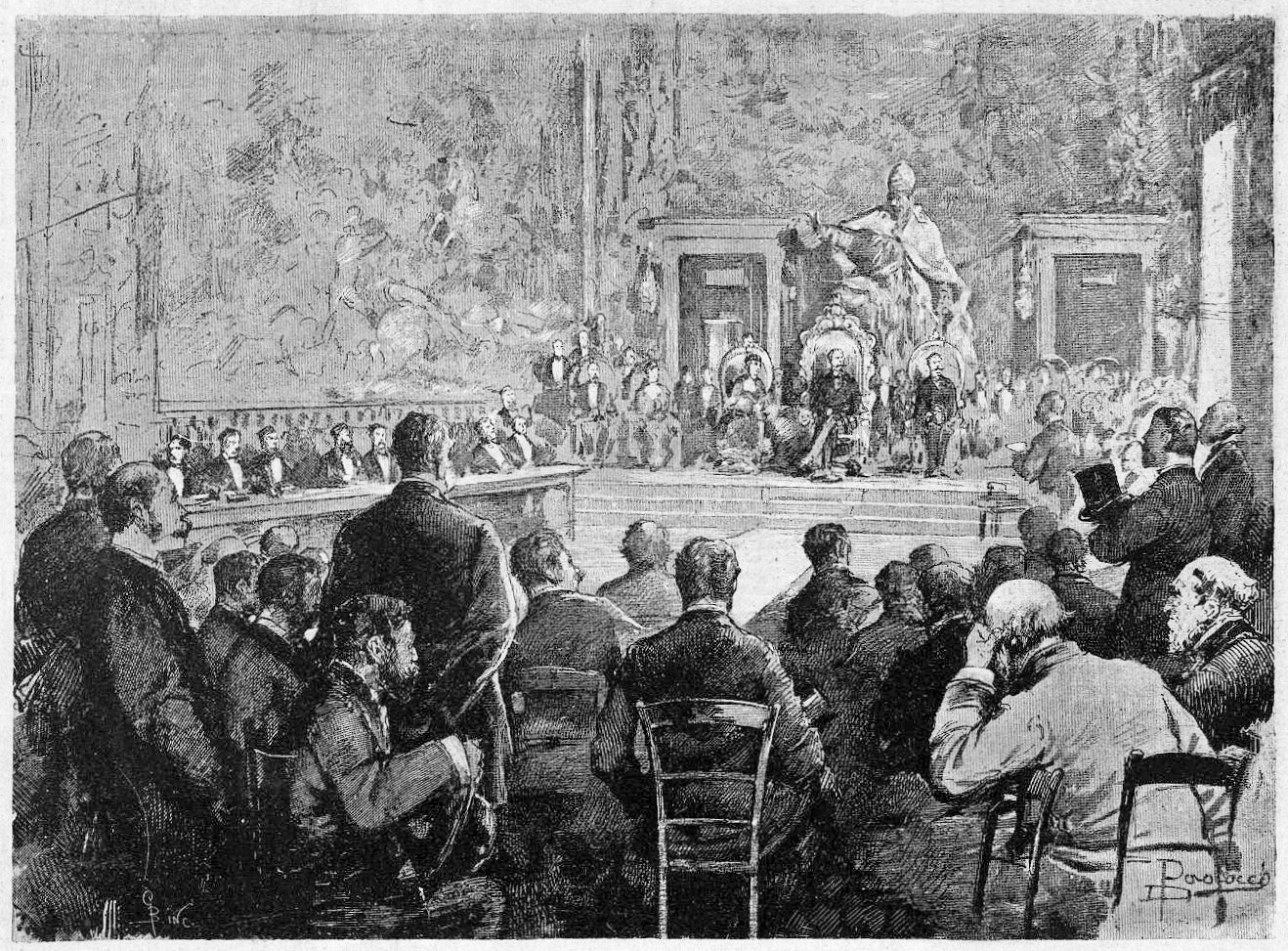
Seduta reale dell'Accademia dei Lincei del 1880

Il 18 dicembre 1881, durante la seduta reale dell'Accademia dei Lincei alla presenza del re Umberto I e della regina Margherita, lesse una nota Sull'attuale regresso dei ghiacciai nelle Alpi. Il re, al termine della relazione, si mostrò preoccupato per il destino delle Alpi.
– Lo credo, Maestà; si tratta di un grande fenomeno che minaccia di disseccare le Alpi.

– Appunto, professore: sono rimasto impressionato anche dalla perfetta veridicità con cui ha parlato del fenomeno, perché deve sapere che, facendo alcune escursioni nell’alto Piemonte, ho veduto che i ghiacciai retrocedono continuamente, e che le cose stanno precisamente come dice lei. Ma che succederà in fine? Mancando i ghiacciai, mancherà l’acqua, si disseccheranno i torrenti e i fiumi? E la vegetazione? E gli animali?

– Maestà, non si preoccupi troppo del fenomeno di quei ghiacciai che si ritirano dopo così grande invasione: lasci fare alla divina Provvidenza, a cui non mancano mai i mezzi di compensazione.

– Benissimo, professore! – esclamarono insieme gli augusti Sovrani.»
(Conversazione tra il re e Stoppani come riportata da A.M. Cornelio)
Immagini utilizzate per la relazione

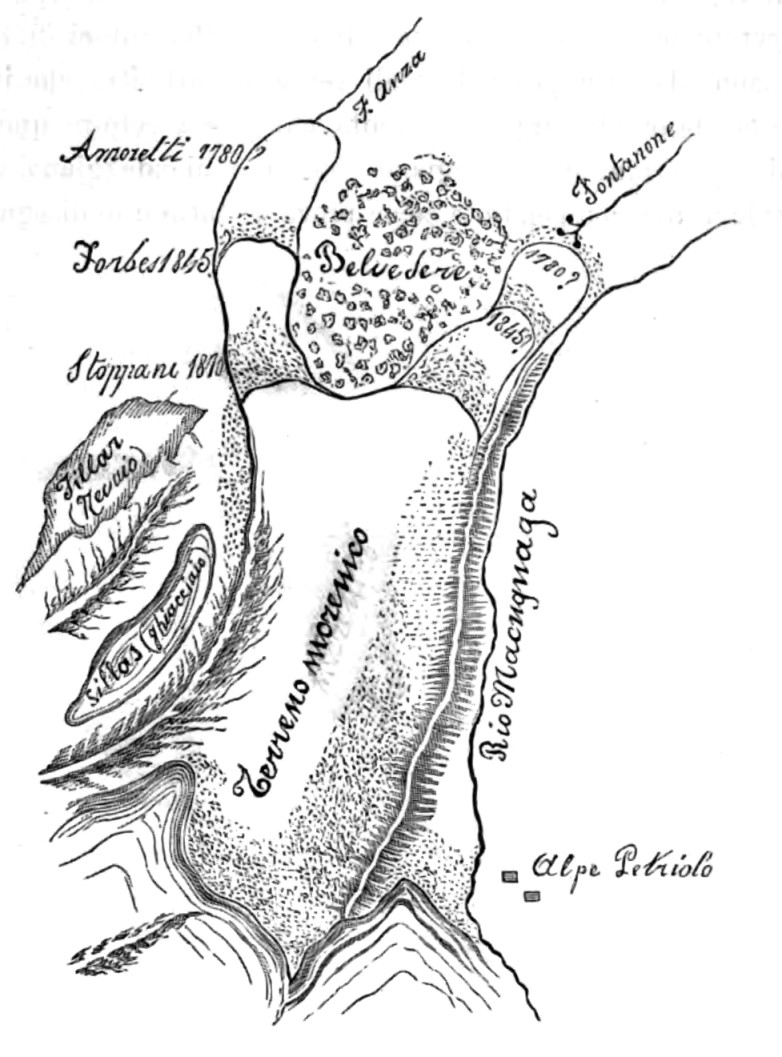
Regresso del ghiacciaio del Belvedere
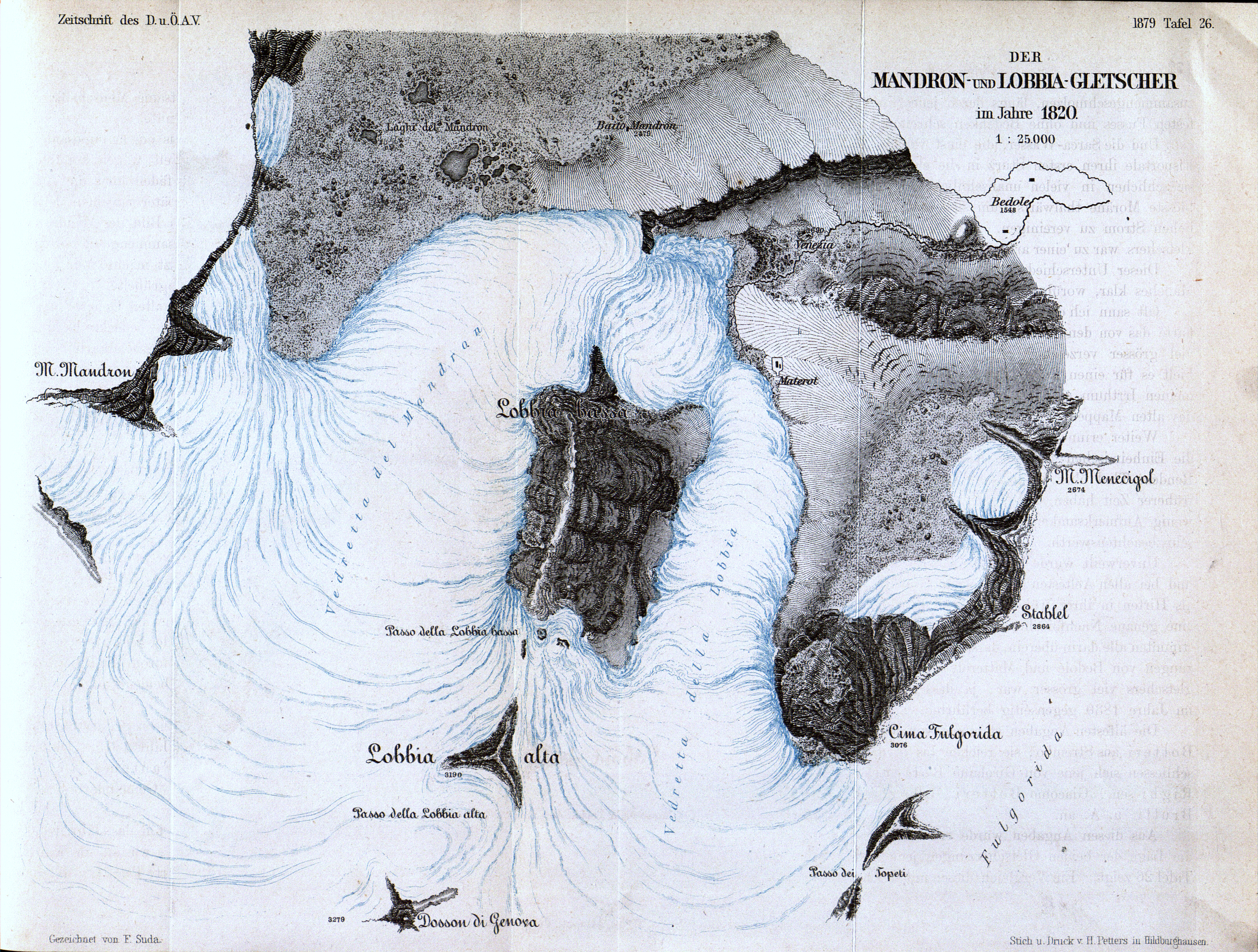
Carta del ghiacciaio dell'Adamello nel 1820
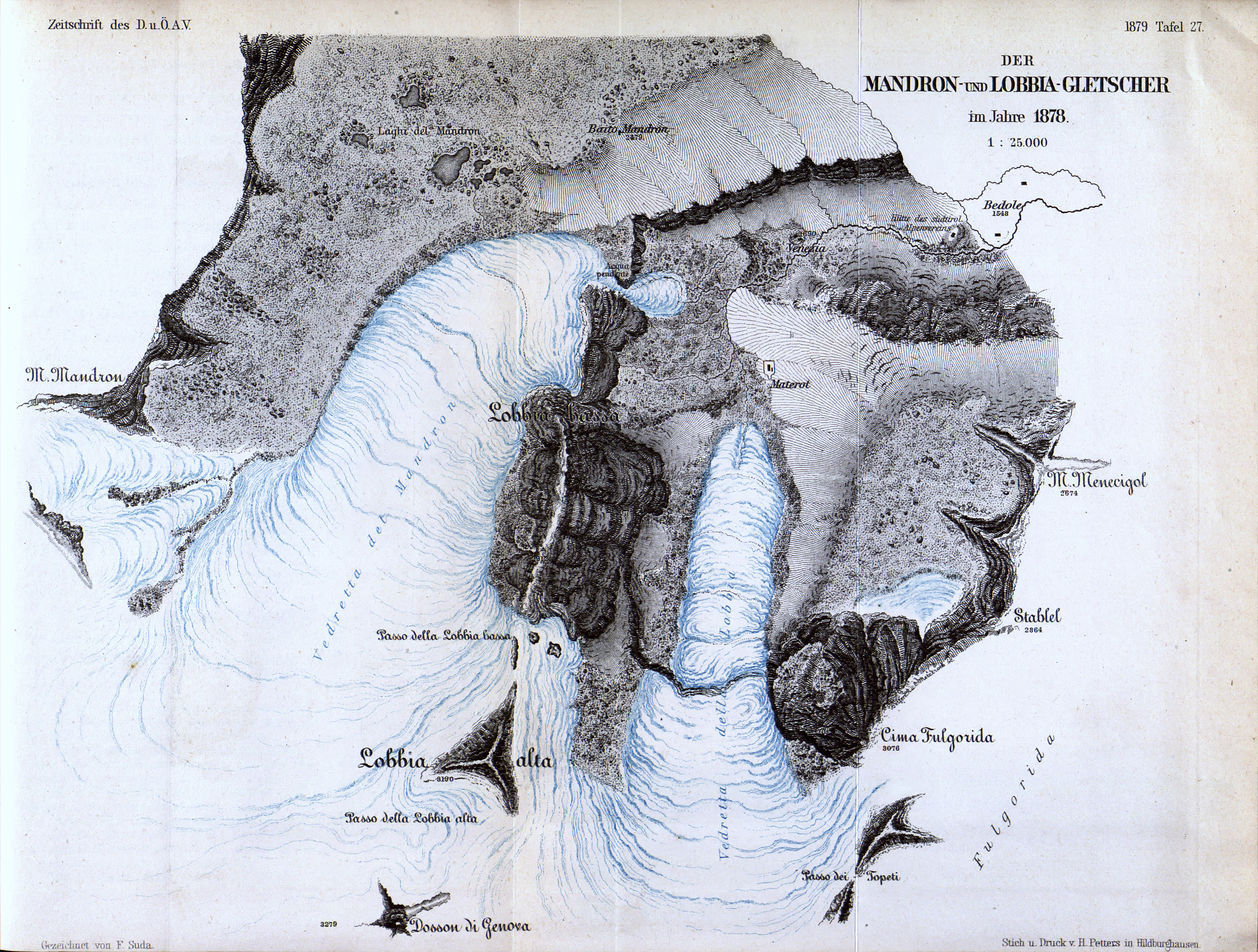
Carta del ghiacciaio dell'Adamello nel 1878

Durante gli anni passati a Firenze Stoppani pubblicò una serie di articoli incentrati sul rapporto tra scienze e religione nel periodico La Rassegna nazionale, che furono utilizzati per i libri pubblicati successivamente. Il suo interesse era dovuto alla preoccupazione che, su pressione di cattolici intransigenti e di tomisti, ci fosse una condanna del pensiero e degli scritti di Antonio Rosmini. Nel 1882 aderì alla neonata Società degli Autori.

### Il ritorno a Milano nel 1882

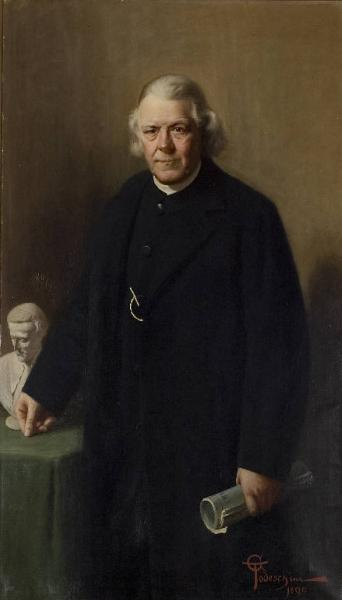
Todeschini, Ritratto di Antonio Stoppani, 1890

Alla fine del 1882, dopo la morte di Emilio Cornalia, fu invitato a tornare a Milano come direttore del Museo civico di storia naturale e per riprendere il posto di docente all'Istituto tecnico di studi superiori. Il 25 febbraio 1883 fu eletto presidente della Società italiana di scienze naturali. Nel 1884 fu anche presidente della Società geologica italiana.
Suo impegno principale negli anni successivi fu la sistemazione dei corsi di formazione e la riorganizzazione del museo con la costruzione di una nuova sede, mentre solitamente si utilizzavano edifici monumentali adattati a museo. La necessità di una spesa enorme per la realizzazione del nuovo edificio vide a lungo l'opposizione della pubblica amministrazione, ma dal 1888 presero il via i lavori su progetto dell'architetto Giovanni Ceruti, già allievo di Stoppani. L'edificio fu inaugurato il 18 aprile 1892 con una conferenza di Gaetano Negri.
Il contrasto con i cattolici intransigenti proseguì con le nuove pubblicazioni di Stoppani, volte a difendere le idee di Antonio Rosmini attraverso la discussione sul rapporto tra ragione e fede. Già con il volume de Il dogma e le scienze positive (1884) ricevette numerosi attacchi da La Civiltà Cattolica e da L'Osservatore Cattolico.
(da La Civiltà Cattolica)
Nel gennaio 1887 iniziò anche a pubblicare il periodico «Il Rosmini». Il 27 febbraio presentò una querela contro L'Osservatore Cattolico e altri periodici affiliati, chiamando in causa don Davide Albertario ed elencando tutti gli insulti pubblicati contro di lui; la sentenza favorevole a Stoppani fu confermata anche in appello e in cassazione. All'inizio del 1887 ricevette la nomina a socio dell'Accademia Pontificia dei Nuovi Lincei, che interpretò come un sostegno alle proprie posizioni; secondo alcuni questa nomina avrebbe bloccato quella a senatore del Regno, che era indicata come imminente.

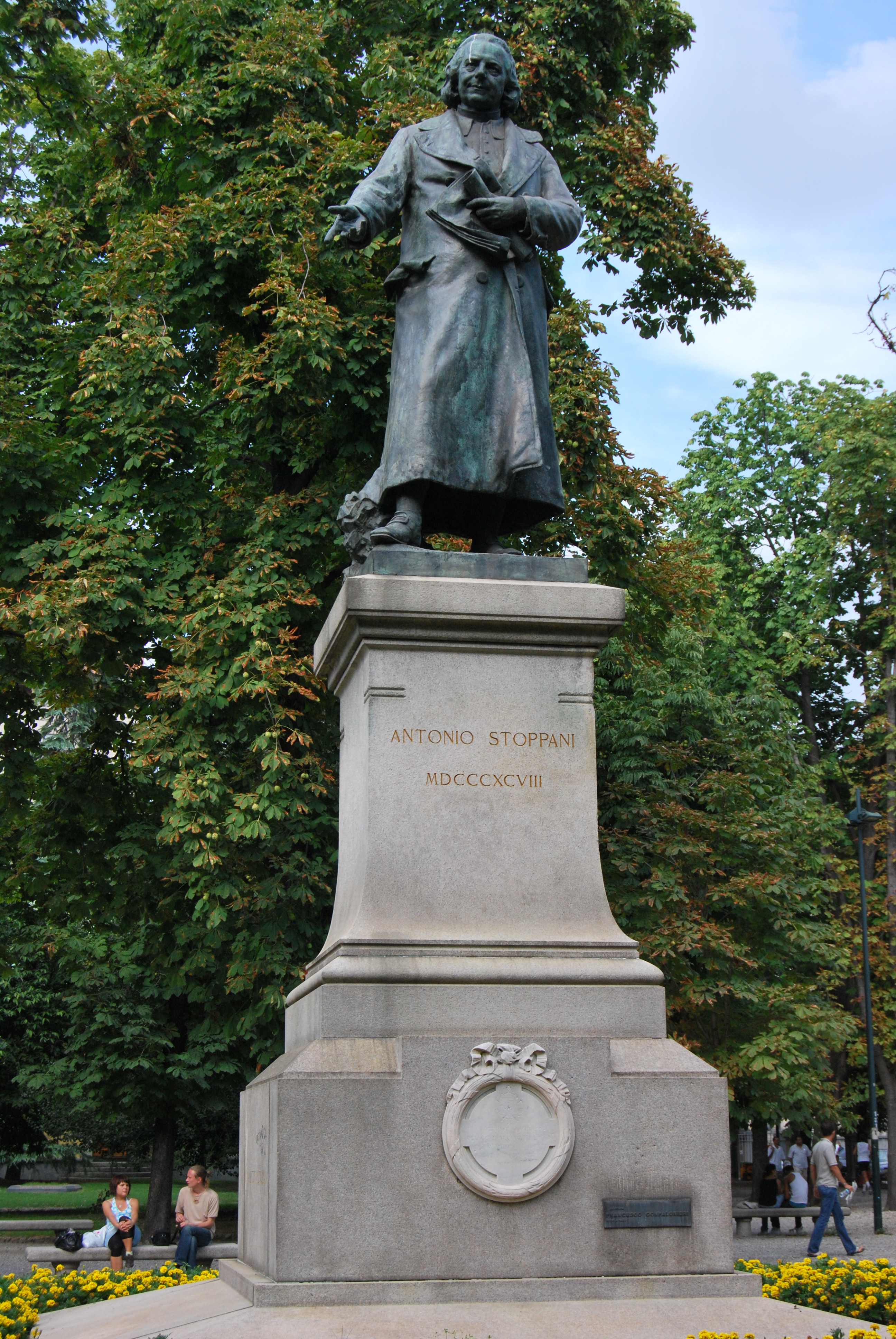
Monumento ad Antonio Stoppani a Milano

Nell'estate del 1887 partecipò a un viaggio di studio di tre mesi nei paesi dell'Europa settentrionale e in Russia, passando per Monaco di Baviera, Berlino, Copenaghen, Christiania, Stoccolma, Uppsala, Helsinki, San Pietroburgo, Mosca, Nižnij Novgorod, Kazan' e Perm', per raggiungere Ekaterinburg. Alcune lettere inviate durante il viaggio, relative a visite a musei e a incontri con studiosi esteri, furono pubblicate su «Il Rosmini». Il 14 dicembre dello stesso anno la Sacra Congregazione del Sant'Uffizio con il decreto Post obitum condannò alcune tesi di Rosmini; nel giugno 1889 anche la rivista fu condannata dalla Congregazione (in parte per aver sostenuto la realizzazione a Milano di un monumento dedicato al filosofo) e sospese le pubblicazioni. Fu creato in seguito anche «Il nuovo Rosmini», ma senza la collaborazione diretta di Stoppani.
Oltre al monumento a Rosmini, Stoppani si spese anche per la realizzazione a Lecco del monumento ad Alessandro Manzoni e a Milano per il monumento a Giovanni Battista Piatti; questi monumenti erano in bronzo, perché riteneva il marmo poco resistente al clima milanese. Egli morì prima che i tre monumenti venissero inaugurati. Fu Luca Beltrami, suo ex allievo, a occuparsi del completamento dei monumenti milanesi; Beltrami presiedette anche il comitato per la realizzazione del monumento a Stoppani posto a fianco del Museo civico nel 1898.

### La morte e i funerali
Attorno alle ore 23:30 del 1º gennaio 1891 ebbe un malore («angina pectoris, male che aveva già recentemente subito») e morì circa a mezzanotte; le ultime parole attribuitegli furono «Amare la patria, credere in Dio!». Lo scultore Giulio Branca realizzò una maschera funebre in gesso del defunto. Il funerale si tenne lunedì 5 gennaio alle ore 9 presso la chiesa di San Francesco di Paola «con immenso concorso di popolo».
La bara fu poi portata al Cimitero monumentale di Milano dove tennero discorsi il senatore Francesco Brioschi (in rappresentanza del Ministero della pubblica istruzione, dell'Accademia Nazionale dei Lincei e dell'Istituto Superiore di Firenze), l'assessore di Milano Carlo Baravalle, il sindaco di Lecco Guido Ghislanzoni, il senatore Gaetano Negri (già sindaco di Milano, ex allievo di Stoppani) e Torquato Taramelli (geologo, ex allievo di Stoppani), seguiti da indirizzi di saluto dell'Accademia Roveretana degli Agiati, del Comizio Veterano e di un rappresentante degli studenti del Politecnico. Infine ci furono un ricordo dello Stoppani come religioso da parte di don Carlo Testa e un saluto a nome del periodico La Rassegna nazionale.
Il comune di Milano intendeva destinare la salma al Famedio, ma Stoppani aveva indicato di voler essere sepolto a Lecco, dove la bara giunse nella stessa settimana per essere posta nel cimitero monumentale dopo le onoranze funebri. Anche in occasione dei funerali non mancarono accuse da parte di cattolici intransigenti.

### Parentele
Tra i suoi nipoti ci fu il pittore Giovanni Battista Todeschini (1857-1938) La nipote Felicita Todeschini sposò lo scultore Giulio Branca (1850-1926).
Varie fonti indicano inoltre una parentela con la pedagogista Maria Montessori (1870-1952),
ma non ci sono indicazioni certe in tal senso.

## Opere principali

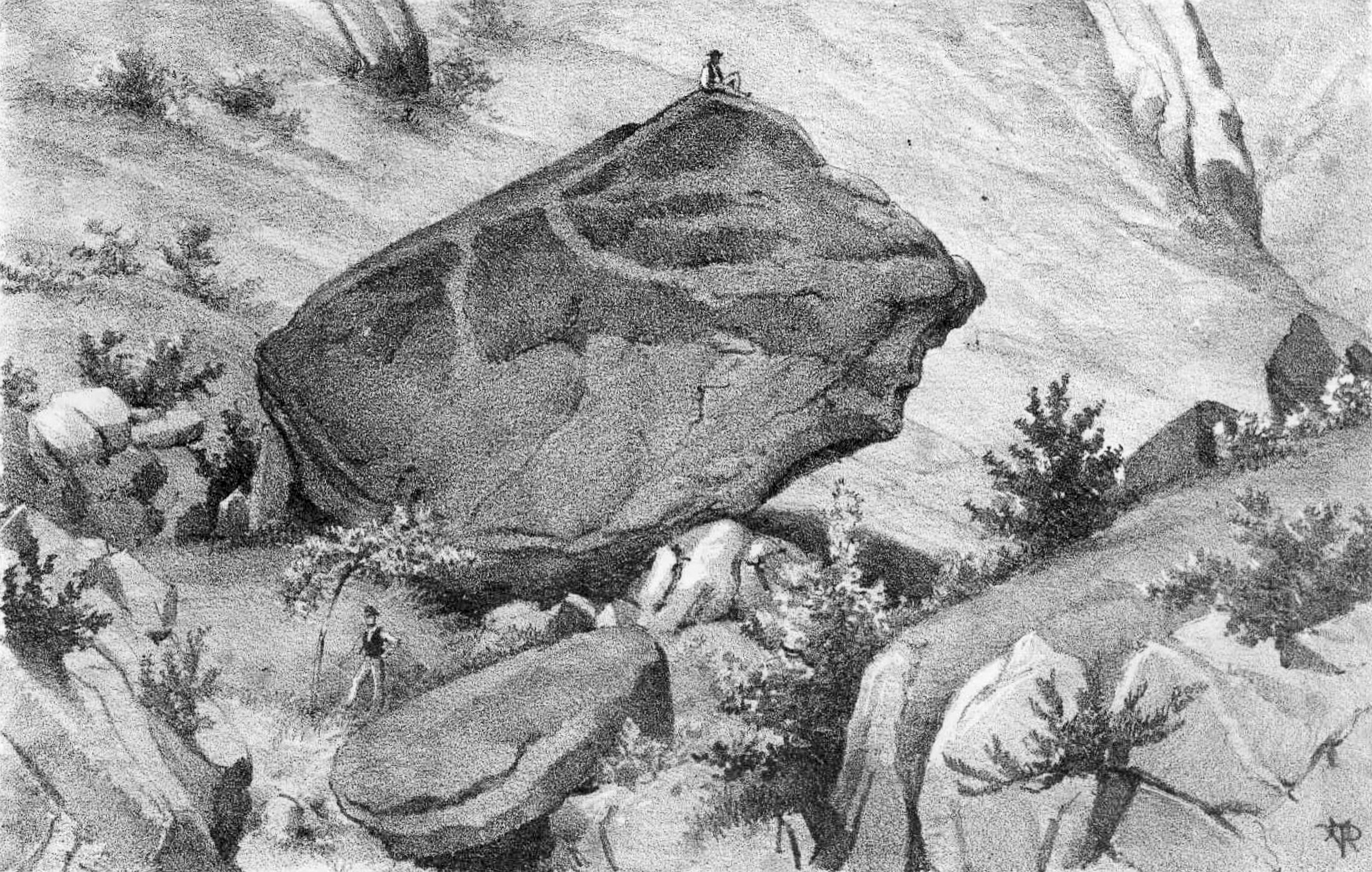
Masso erratico di serpentino sopra Civate (da L'era neozoica)

### Saggi scientifici e conferenze
- A. Stoppani e Cristoforo Bellotti, Studi geologici e paleontologici sulla Lombardia. Colla descrizione di alcune nuove specie di pesci fossili di Perledo e di altre localita lombarde, Milano, C. Turati, 1857.
- (FR) Paleontologie lombarde ou description des fossiles de Lombardie publiée à l'aide de plusieurs savants par l'abbé Antoine Stoppani, Milan, Joseph Bernardoni, 1858-1881.
  - (FR) A. Stoppani, Les pétrifications d'Ésino, ou Description des fossiles appartenant au dépôt triasique supérieur des environs d'Ésino en Lombardie, 1858-1860.
  - (FR) Emilio Cornalia, Mammifères fossiles de Lombardie, 1858-1871.
  - (FR) A. Stoppani, Geologie et Paleontologie des couches a Avicula contorta en Lombardie, 1860-1865.
  - (FR) Giuseppe Meneghini, Monographie des fossiles du calcaire rouge ammontique de Lombardie et de l'Apennin central, 1867-1881.
- Saggio di una storia naturale dei petrolii, letto nel R. Istituto Lombardo di Scienze e Lettere nelle tornate del 7 e 21 luglio 1864, in Il Politecnico, vol. 23, Milano, 1864,  pp. 5-94.
- Note ad un corso annuale di geologia dettate per uso degli ingegneri allievi del Reale istituto tecnico superiore di Milano, Milano, Giuseppe Bernardoni, 1865-1870. Tre volumi: I. Dinamica terrestre (1866, seconda edizione); II. Geologia stratigrafica (1867); III. Geologia endografica (1870).
- Corso di geologia, Milano, G. Bernardoni e G. Brigola, 1871-1873. Tre volumi: I. Dinamica terrestre; II. Geologia stratigrafica; III. Geologia endografica.
- La purezza del mare e dell'atmosfera fin dai primordi del mondo animato. Conferenze, Milano-Napoli-Pisa, Hoepli, 1875. Successivamente ripubblicato con il titolo Acqua e aria.
- Il bel paese. Conversazioni sulle bellezze naturali, la geologia e la geografia fisica d'Italia, Milano, Agnelli, 1876.
- L'era neozoica, collana Geologia d'Italia, Milano, Francesco Vallardi, 1880.
- L'Iliade Brembana ossia Difesa del progetto adottato dal Consiglio comunale di Milano per l'introduzione dell'acqua potabile (PDF), Milano, Stab. Tip. ditta Giacomo Agnelli, 1883.
- L'ambra nella storia e nella geologia con speciale riguardo agli antichi popoli d'Italia nei loro rapporti colle origini e collo svolgimento della civiltà in Europa, Milano, Fratelli Dumolard, 1886.

### Sul rapporto tra ragione e fede
- Il dogma e le scienze positive ossia La missione apologetica del clero nel moderno conflitto tra la ragione e la fede, Milano, Fratelli Dumolard, 1884.
- Sulla Cosmogonia Mosaica. Triplice saggio di una esegesi della storia della Creazione secondo la ragione e la fede, Milano, Cogliati, 1887.
- L'Exemeron. Nuovo saggio di una esegesi della storia della creazione secondo la ragione e la fede, Torino, UTET, 1893. Postumo.

### Scritti diversi
- I primi anni di Manzoni, Milano, Agnelli, 1874.
- Asteroidi (Il sasso di Preguda – Ricordo del mio viaggio in Oriente – Poesie varie – Traduzioni libere), Milano, Agnelli, 1879.
- Da Milano a Damasco. Racconto di una carovana milanese nel 1874, Milano, Cogliati, 1888.

## Onorificenze e riconoscimenti

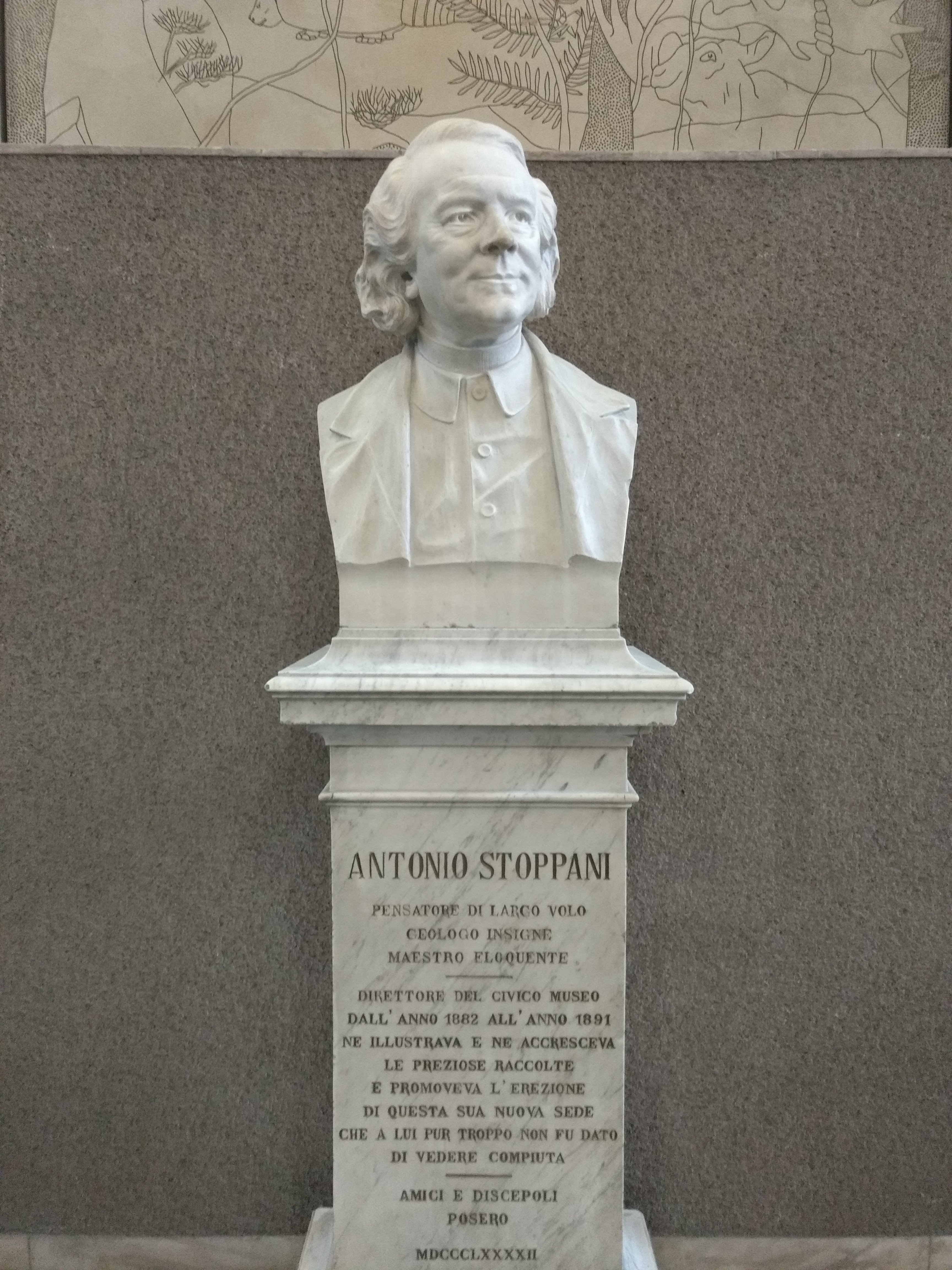
Giulio Branca, Ritratto di Antonio Stoppani (Museo Civico di Storia Naturale di Milano)

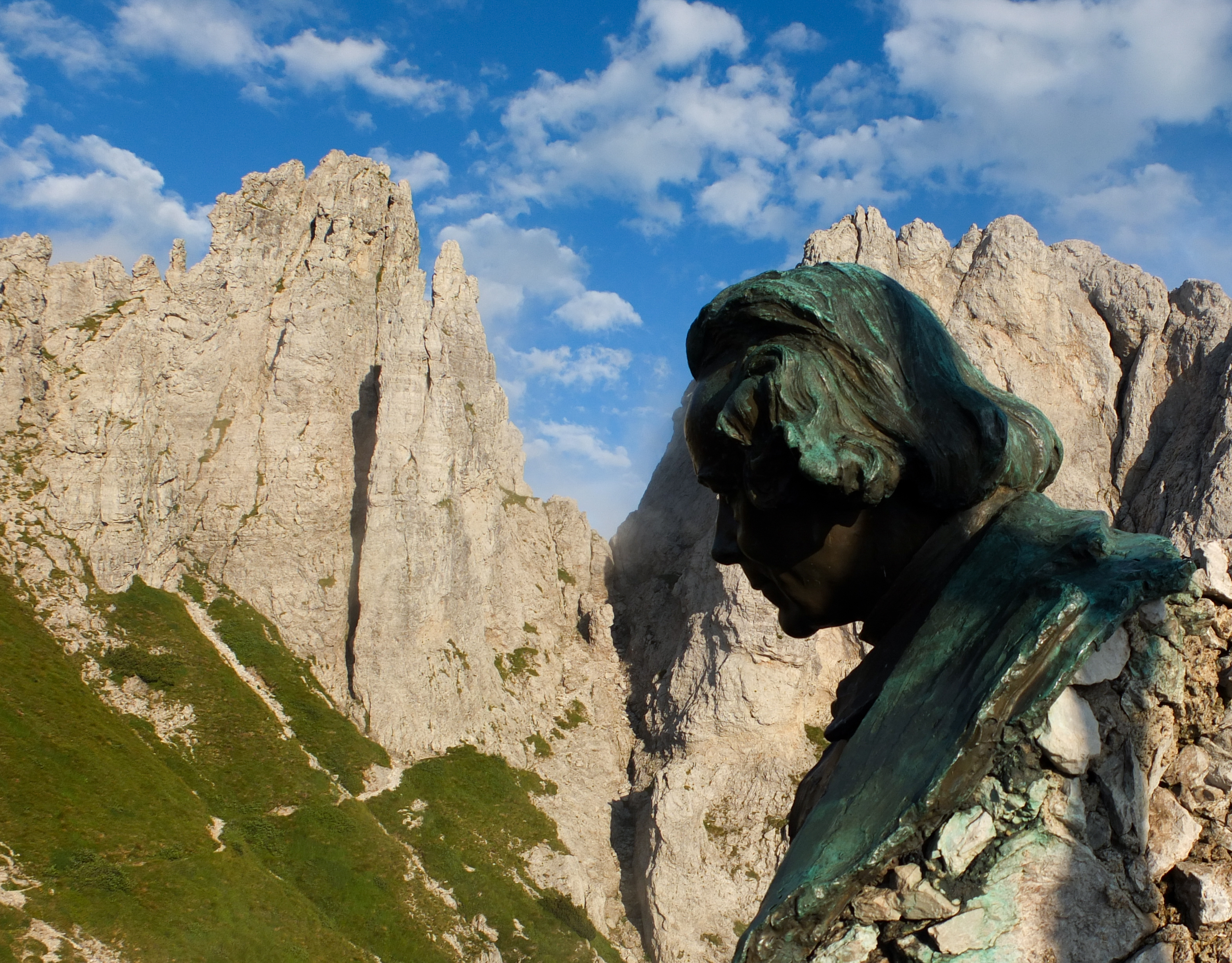
Michele Vedani, Monumento ad Antonio Stoppani (presso il rifugio Rosalba)

### Riconoscimenti accademici
- Membro effettivo della Classe di Scienze matematiche e naturali del Regio Istituto Lombardo di Scienze e Lettere (socio corrispondente dal 24 gennaio 1861; membro effettivo dal 16 marzo 1862; pensionato dal 10 marzo 1873)[112]
- Socio della Società Italiana delle Scienze (2 luglio 1867)[113]
- Socio della Reale Accademia dei Lincei (25 luglio 1875)[114]
- Membro del Regio Comitato Geologico (1879)[27]
- Accademico corrispondente dell'Accademia della Crusca (28 giugno 1881)[115]
- Socio corrispondente della Regia Accademia delle Scienze di Torino (12 marzo 1882)[116]
- Socio onorario della Accademia pontificia dei Nuovi Lincei (7 febbraio 1887)[90][110]
- Socio dell'Accademia Cesarea Leopoldina (1888)[117]
- Corrispondente della Geological Society of London (1889)[118]

### Riconoscimenti risorgimentali
- Diploma di Uomo Probo della Croce Rossa (1866)[110]
- Medaglia commemorativa delle Cinque giornate di Milano (1884)[119]

### Statue e monumenti
- Giulio Branca, Ritratto di Antonio Stoppani, busto in marmo; realizzato pochi mesi dopo la morte di Stoppani,[120] fu inaugurato nel Museo civico di storia naturale di Milano nel 1895.[121] Una copia di dimensioni minori è conservata presso i Musei civici di Lecco.[122]
- Francesco Confalonieri, Monumento ad Antonio Stoppani, statua in bronzo; fu inaugurato a Milano l'8 giugno 1898 durante lo stato d'assedio per i moti del mese di maggio.[123]
- Michele Vedani, Monumento ad Antonio Stoppani, busto in bronzo; fu posto in prossimità del Rifugio Rosalba sulla Grignetta il 4 luglio 1926.[124]
- Michele Vedani, Monumento nazionale ad Antonio Stoppani, con statua in bronzo; fu inaugurato a Lecco il 25 settembre 1927.[125]
- Giuseppe Mozzanica, Don Antonio Stoppani (1959), busto nella Pinacoteca Ambrosiana.[126][127]

## Citazioni e riferimenti
- Ad Antonio Stoppani, poesia dedicatagli da Luisa Anzoletti.[128]
- Aula Stoppani, aula dedicatagli presso il dipartimento di Scienze della Terra dell'Università degli Studi di Milano, posta in via Luigi Mangiagalli.[129]
- Bel Paese, formaggio prodotto dal 1906 dalla società Galbani, così chiamato dall'omonima opera di Stoppani; sulla confezione del formaggio era raffigurata una carta ferroviaria d'Italia affiancata dal ritratto di Stoppani.[130]
- Museo di storia naturale Antonio Stoppani, costituito presso il Seminario arcivescovile di Milano a Venegono Inferiore; possiede una raccolta di fossili appartenuti a Stoppani.[131]
- Rifugio Antonio Stoppani, posto alle pendici del monte Resegone.
- Rifugio Stoppani al Grosté sulle Dolomiti di Brenta.
- Nel 1911 il congresso della Società geologica italiana per il trentesimo anniversario dalla fondazione si tenne a Lecco, presieduto da Mario Cermenati; furono dedicati eventi a Stoppani nel ventennale dalla sua morte.[132]